# Maria Magdalena Boermans
Maria Magdalena Boermans, född 1671, död 1736, var en nederländsk hovfunktionär som var föremål för en på sin tid uppmärksammad skandal. 
Hon blev liksom sin syster Amalia Catharina Boermans hovdam hos Juliana Petronella van Limburg Bronckhorst Stirum. Systrarna inledde en kärleksaffär med var sin av Juliana Petronellas söner: Maria Magdalena med Henri de Pas de Feuquières, och Amalia Catharina med Maximilian Hendrik Pas de Feuquières. 1701 rymde hennes syster med Maximilian till Tyskland, där de gifte sig morganatiskt. Detta gav upphov till en skandal, och Maria Magdalena förhördes genom misshandel av Maximilians bror Charles. Skandalen gjorde att Henri bröt sitt löfte att gifta sig med henne, och 1703 avskedades hon när det upptäcktes att hon var gravid, vilket utlöste ännu en skandal. Hon återvände då till sin familj. Hon gifte sig aldrig, men blev 1709 fostermor åt sin döda systers son. 